# 버들섬
버들섬은 경상북도 안동시에 위치한 섬이자 경상북도 본토에 위치한 내륙 섬 중의 하나이기도 하다. 중간에는 낙동강이 자리잡고 있다.